# 江旻諺
江旻諺（1996年1月1日—）國立清華大學社會學研究所碩士（2022）、香港大學經濟學學士（2018）。江旻諺是一名台灣研究者、社會運動者，大學畢業後曾任職於經濟民主連合、香港邊城青年理事長，致力於抵抗中國對台併吞，建構社會團結。
早年就讀臺中市私立明道高級中學，畢業時考取學測75級滿級分，其後取得全額獎學金留學香港大學經濟系，期間曾擔任香港大學學生會校刊《學苑》副總編輯。2018年畢業後回台，入讀國立清華大學社會學研究所中國研究學程，並以經濟民主連合研究員身份投入社會改革與政治倡議。在反送中運動爆發後積極在台灣組織各種撐香港活動，包括2019年6月「撐香港，反送中」集會、2019年9月「撐港反極權：台港大遊行」、2020年6月「抗爭未完，台港同行」週年集會、2020年10月「SAFE 12：釋放12港人」遊行，又協助流亡海外的香港政治倡議家創辦《如水》，出版刊物，並持續發展民主運動論述。